# Santa Maria della Salute (ТВ серија)
Santa Maria della Salute је српска телевизијска серија снимана током 2016. године. Снимана је по сценарију који је написао, а и режирао је Здравко Шотра, након три године рада на њему. Постоји двадесет верзија овог сценарија.

## Радња
Серија прати живот чувеног српског песника из доба романтизма, Лазе Костића, који је имао педесет година када се заљубио у Ленку Дунђерски која је у том тренутку имала двадесет једну. Серија прати борбу за њихову немогућу љубав, праћену стиховима најлепше српске љубавне песме Santa Maria della Salute.
Серија доноси узбудљиву слику Војводине и Србије друге половине 19. и почетка 20. века. Реч је о историјској теми која прати истиниту љубавну причу.
Песник најљубавније љубавне песме српске књижевности, поеме Santa Maria della Salute, платио је скупо цену своје слободе и гордости. Љубав Ленке Дунђерски и Лазе Костића, неостварена и трагична љубав, обележиће живот великана скоро исто колико и његово бесмртно поетско и драмско дело.
Галерија историјских личности из културног, политичког и државног живота Србије, Црне Горе и Војводине, још више доприноси уверљивости узбудљиве приче.

## Епизоде
Серија је снимљена у 11 епизода.

## Улоге
| Глумац:           | Улога:               |
| ----------------- | -------------------- |
| Тамара Алексић    | Ленка Дунђерски      |
| Војин Ћетковић    | Лаза Костић          |
| Слобода Мићаловић | Олга Дунђерски       |
| Нела Михаиловић   | Софија Дунђерски     |
| Александар Ђурица | Лазар Дунђерски      |
| Иван Босиљчић     | Никола Тесла         |
| Небојша Илић      | др Милан Савић       |
| Небојша Дугалић   | Симо Матавуљ         |
| Милица Грујичић   | Јулијана Паланачки   |
| Светлана Бојковић | Ана Паланачки        |
| Богдан Диклић     | Светозар Милетић     |
| Наташа Нинковић   | Љубица Матавуљ       |
| Катарина Жутић    | Весна Милојевић      |
| Љубомир Булајић   | Ђорђе Дунђерски      |
| Ваја Дујовић      | Вида                 |
| Александар Берчек | Архимандрит Гаврил   |
| Предраг Ејдус     | Јован Ђорђевић       |
| Тихомир Станић    | Јован Јовановић Змај |
| Воја Брајовић     | Антоније Хаџић       |
| Драгана Мићаловић | Кнегиња Наталија     |
| Сања Јовићевић    | Кнегиња Зорка        |